# Stablingsvinkel
Stablingsvinklen er den vinkel, hvormed et granulært materiale kan stables i en kegle uden, at bunken falder sammen. Stablingsvinklen {\displaystyle \theta _{\text{c}}} ligger i intervallet
{\displaystyle \theta _{\text{r}}\leq \theta _{\text{c}}\leq \theta _{\text{m}}}
hvor bunken er helt stabil ved vinkler under {\displaystyle \theta _{\text{r}}}, mens den skrider spontant ved vinkler over {\displaystyle \theta _{\text{m}}}. Inden for dette interval er bunken bistabil, idet den kan være stabil eller i bevægelse.